# Сьомаківська сільська рада (Славутський район)
Сьомакі́вська сільська́ ра́да — адміністративно-територіальна одиниця та орган місцевого самоврядування у Славутському районі Хмельницької області. Адміністративний центр — село Сьомаки.

## Загальні відомості
Сьомаківська сільська рада утворена в 1944 році.
- Територія ради: 17,34 км²
- Населення ради: 466 осіб (станом на 2001 рік)
- Територією ради протікає Грабарка

## Населені пункти
Сільській раді підпорядковані населені пункти:
- с. Сьомаки

## Склад ради
Рада складається з 14 депутатів та голови.
- Голова ради: Пашинська Лідія Іванівна
- Секретар ради: Сторожук Ольга Василівна

### Керівний склад попередніх скликань
| Прізвище, ім'я, по батькові | Основні відомості                                                                       | Дата обрання | Дата звільнення |
| --------------------------- | --------------------------------------------------------------------------------------- | ------------ | --------------- |
| Холоднюк Василь Юрійович    | Сільський голова, 1944 року народження, безпартійний                                    | 26.03.2006   | 31.10.2010      |
| Пашинська Лідія Іванівна    | Сільський голова, 1961 року народження, освіта середня спеціальна, член Партії регіонів | 31.10.2010   |                 |

Примітка: таблиця складена за даними сайту Верховної Ради України

### Депутати
За результатами місцевих виборів 2010 року депутатами ради стали:

#### За суб'єктами висування
| Суб'єкт висування                 | Кількість обраних депутатів | %    |
| --------------------------------- | --------------------------- | ---- |
| Самовисування                     | 8                           | 57,1 |
| Комуністична партія України       | 3                           | 21,4 |
| Народна партія                    | 2                           | 14,3 |
| Політична партія «Сильна Україна» | 1                           | 7,1  |

#### За округами
| № округу                          | Прізвище, ім'я, по батькові     | Дата визнання обраним | Освіта             | Партійна приналежність                  | Відомості про обраного депутата                          |
| --------------------------------- | ------------------------------- | --------------------- | ------------------ | --------------------------------------- | -------------------------------------------------------- |
| Комуністична партія України       |                                 |                       |                    |                                         |                                                          |
| 1                                 | Кравчук Лідія Степанівна        | 01.11.2010            | вища               | позапартійна                            | Бібліотекас. Сьомаки, бібліотекар                        |
| 7                                 | Матвійчук Олексій Миколайович   | 01.11.2010            | вища               | позапартійний                           | Сьомаківська загальноосвітня школа І-ІІ ст., вчитель     |
| 8                                 | Михайлюк Неля Анатоліївна       | 01.11.2010            | середня            | позапартійна                            | Сільська рада, соціальний працівник                      |
| Народна Партія                    |                                 |                       |                    |                                         |                                                          |
| 4                                 | Штангрет Степан Васильович      | 01.11.2010            | середня спеціальна | позапартійний                           | пенсіонер                                                |
| 5                                 | Козловський Броніслав Антонович | 01.11.2010            | середня            | позапартійний                           | пенсіонер                                                |
| Політична партія «Сильна Україна» |                                 |                       |                    |                                         |                                                          |
| 12                                | Ходаківська Тетяна Петрівна     | 01.11.2010            | середня            | член Політичної партії «Сильна Україна» | Іванівське коперативно приватне підприємство, прода вець |
| Самовисування                     |                                 |                       |                    |                                         |                                                          |
| 2                                 | Дідушок Наталія Юліївна         | 01.11.2010            | середня спеціальна | позапартійна                            | тимчасово не працює                                      |
| 3                                 | Філіпчук Микола Васильович      | 01.11.2010            | середня            | позапартійний                           | тимчасово не працює                                      |
| 6                                 | Філіпчук Віктор Михайлович      | 26.11.2012            | середня спеціальна | позапартійний                           | тимчасово не працює                                      |
| 9                                 | Михайлюк Михайло Іванович       | 26.11.2012            | середня спеціальна | позапартійна                            | тимчасово не працює                                      |
| 10                                | Філіпчук Володимир Іванович     | 01.11.2010            | середня            | позапартійний                           | пенсіонер                                                |
| 11                                | Сукач Олена Василівна           | 01.11.2010            | середня спеціальна | позапартійна                            | фельдшерсько-акушерський пункт с. Сьомаки, завідувач     |
| 13                                | Михайлюк Ростислав Миколайович  | 01.11.2010            | середня            | позапартійний                           | приватний підприємець                                    |
| 14                                | Матвійчук Микола Володимирович  | 01.11.2010            | середня            | позапартійний                           | Славутський держлісгосп Жуківське лісництво, лісоруб     |

## Господарська діяльність
Основним видом господарської діяльності сільської ради є сільськогосподарське виробництво.

## Населення
За переписом населення України 2001 року в селі мешкало 455 осіб.

### Мова
Розподіл населення за рідною мовою за даними перепису 2001 року:
| Мова       | Відсоток |
| ---------- | -------- |
| українська | 98,71 %  |
| російська  | 1,29 %   |